# Dera Murad Jamali
Dera Murad Jamali (urdu ‏‬ڈیرہ مراد جمالی‎) – miasto w Pakistanie, w prowincji Beludżystan. W 2017 roku liczyło 96 316 mieszkańców.